# Pierre Viénot
Pour les articles homonymes, voir Vienot.
Pierre Viénot, né le 5 août 1897 à Clermont (Oise) et mort à Londres le 20 juillet 1944, est un homme politique et résistant français.
Député des Ardennes depuis 1932, il soutient le Front populaire et participe au gouvernement Léon Blum comme sous-secrétaire d'État de juin 1936 à juin 1937. Refusant l'armistice en 1940, il fait partie des parlementaires qui s'opposent au régime de Vichy. Deux fois incarcéré, il rejoint la France libre dont il est l'ambassadeur auprès du gouvernement britannique de septembre 1943 à sa mort en juillet 1944. Il est Compagnon de la Libération.

## Biographie

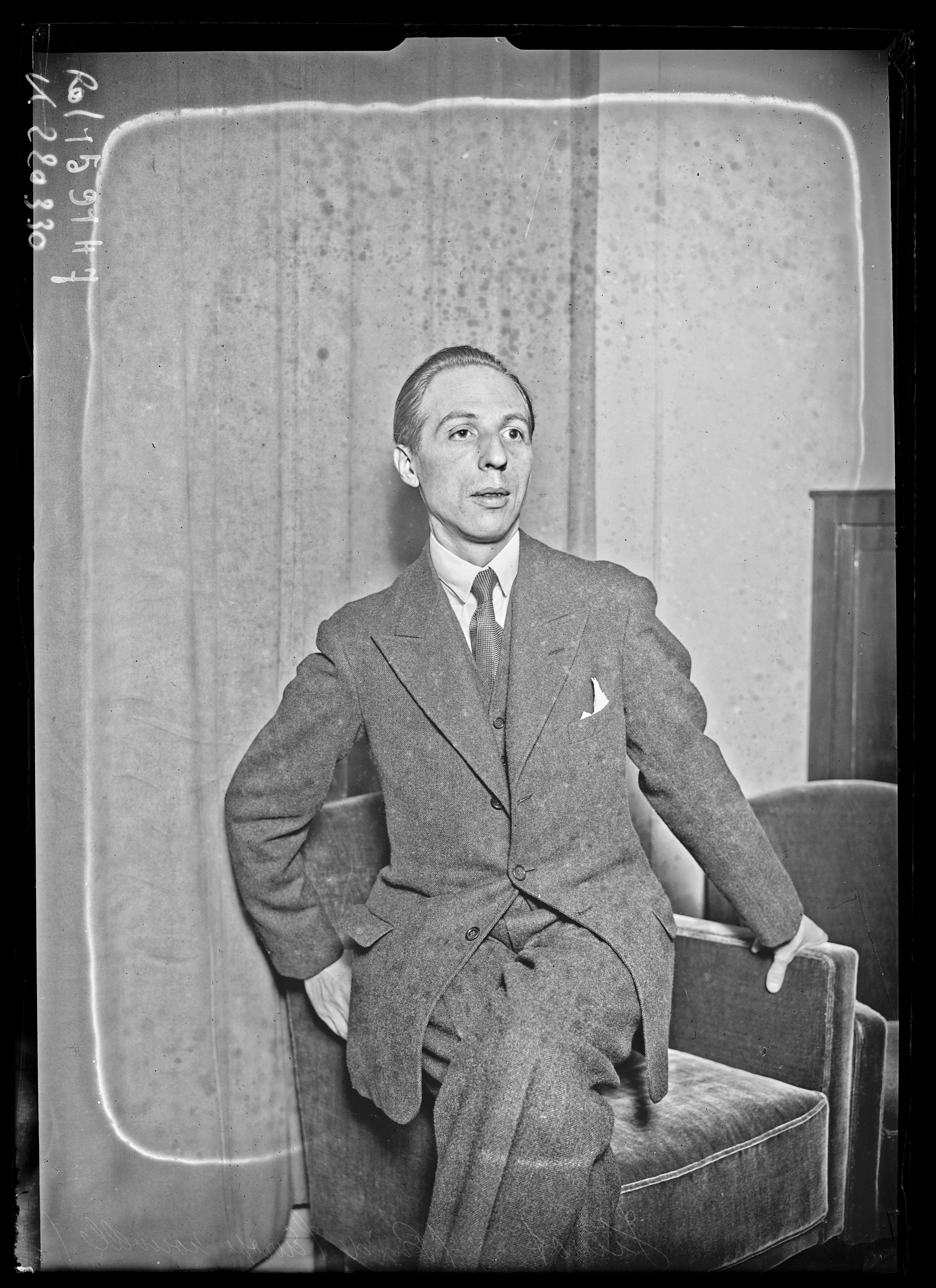
Pierre Viénot

Pierre Louis Gustave Viénot est fils d'Adolphe Henry Viénot, notaire à Clermont (Oise) et d'Eugénie Sophie Marie Fidéline Blanche.
Il fait ses études secondaires au lycée Janson-de-Sailly, à Paris et s'engage pendant la Première Guerre mondiale, avant même ses dix-huit ans. Sa participation au conflit n'est interrompue que par une permission pour passer son baccalauréat. Même la blessure par balle qu'il reçoit le 2 juillet 1916 lors de la bataille de la Somme n'entame pas sa détermination, puisqu'il refuse l'évacuation à l'arrière. Il est de nouveau blessé, plus grièvement, à Villers-Cotterêts, en juillet 1918.
Après des études de droit, il entre au cabinet du maréchal Lyautey, résident général français au Maroc. Si le conservatisme du maréchal ne plaît guère à Pierre Viénot, homme de gauche, il est très influencé par le libéralisme que manifeste le résident général vis-à-vis des Marocains, son grand respect des individus et des coutumes locales. Il noue lors de cette période des liens étroits avec le maréchal, mais aussi avec Wladimir d'Ormesson, Paul Desjardins, Félix de Vogüe, André Gide.
De 1923 à 1925, il effectue plusieurs séjours en Allemagne pour préparer le concours d'entrée au Quai d'Orsay ; de 1925 à 1930, Pierre Viénot s'attache à promouvoir un rapprochement entre la France et l'Allemagne. Il conçoit l'idée de former une association franco-allemande : ce sera le Comité franco-allemand d'information et de documentation (de) (CFAID), fondé à Luxembourg en 1926 et patronné par l'industriel luxembourgeois Émile Mayrisch. Il rencontre d'ailleurs à cette période la fille de ce dernier, Andrée Mayrisch, qu'il épouse le 18 juillet 1929 à Paris. Il a présidé le bureau berlinois du comité jusqu'en 1929 ; il est alors désavoué du fait de dissensions internes,,.
Le couple Viénot s'installe en 1930 dans les Ardennes et en 1932, Pierre Viénot devient député de Rocroi, avec l'étiquette du Parti socialiste français ; il a défendu en 1931 les ardoisiers qui sont atteints par la crise. Réélu en 1936, il devient sous-secrétaire d'État chargé des protectorats du Maghreb et des mandats du Proche-Orient. Il négocie, à l'automne 1936, les traités accordant l'indépendance au Liban et à la Syrie. Ces traités ne sont pas ratifiés, en raison de l'hostilité du Sénat, mais ils servent de base pour l'indépendance effective de ces pays, à la fin de la Seconde Guerre mondiale. Sa politique et son discours à la radio tunisienne du 1er mars 1937 visant à renforcer les droits des Tunisiens lui valent d'être considéré par les plus influents colons comme « l'Antéchrist » (Charles-André Julien). Il a pour chef de cabinet Pierre Bertaux et sera lié à Habib Bourguiba.
En juin 1937, à la suite du renversement du gouvernement Léon Blum, il adhère à la SFIO. L'année suivante, il critique les accords de Munich et dirige, avec Pierre Brossolette et Daniel Mayer, le groupe Agir, principale organisation socialiste prônant la fermeté face à l'Allemagne nazie et l'Italie fasciste. Il se ressent de sa blessure de 1918 et doit suivre des cures en sanatorium. Ce qui ne l'empêche pas de militer avec son ami Léo Lagrange, dans le journal Agir pour une modernisation de l'armée comme le conseille le colonel de Gaulle.
En 1939, il s'engage de nouveau, mais sa santé et son âge le contraignent à rester à l'arrière du front ; il dirige alors des émissions de la Radio Nationale en langue allemande. En juin 1940, il s'embarque sur le paquebot Massilia avec vingt-sept autres parlementaires. Arrivé à Rabat, il est placé en résidence surveillée par l'administration. Renvoyé en France métropolitaine, il est condamné par le tribunal militaire de Clermont, en décembre 1940, à huit ans de prison avec sursis pour « désertion devant l'ennemi » (alors qu'il voulait justement continuer le combat, contre la volonté du gouvernement Pétain). Ensuite, délivré de ses ennuis avec la justice du régime de Vichy, il cofonde le mouvement politique résistant CAS (Comité d'action socialiste) en mars 1941. Il s'engage dans cette Résistance aux côtés, notamment, de Daniel Mayer et André Philip.
En 1942, il est arrêté puis incarcéré, placé en résidence surveillée puis, malade, muté au sanatorium de Sancellemoz mais il parvient à s'évader l'année suivante. Il rejoint alors le général de Gaulle à Londres, et lui porte une lettre d'Édouard Herriot. Dès lors, et jusqu'à son décès, il est l'ambassadeur de la France libre auprès du gouvernement britannique. À ce titre, il fait partie des officiels français qui obtiennent que la France ne soit pas administrée par un Gouvernement militaire allié des territoires occupés (AMGOT), mais par le Gouvernement provisoire de la République française, créé à Alger le 3 juin 1944. Il accompagne le général de Gaulle dans son voyage en Normandie libérée.
Mais ces efforts ont été trop lourds à supporter pour son organisme devenu fragile, et il est emporté par une crise cardiaque un mois plus tard.

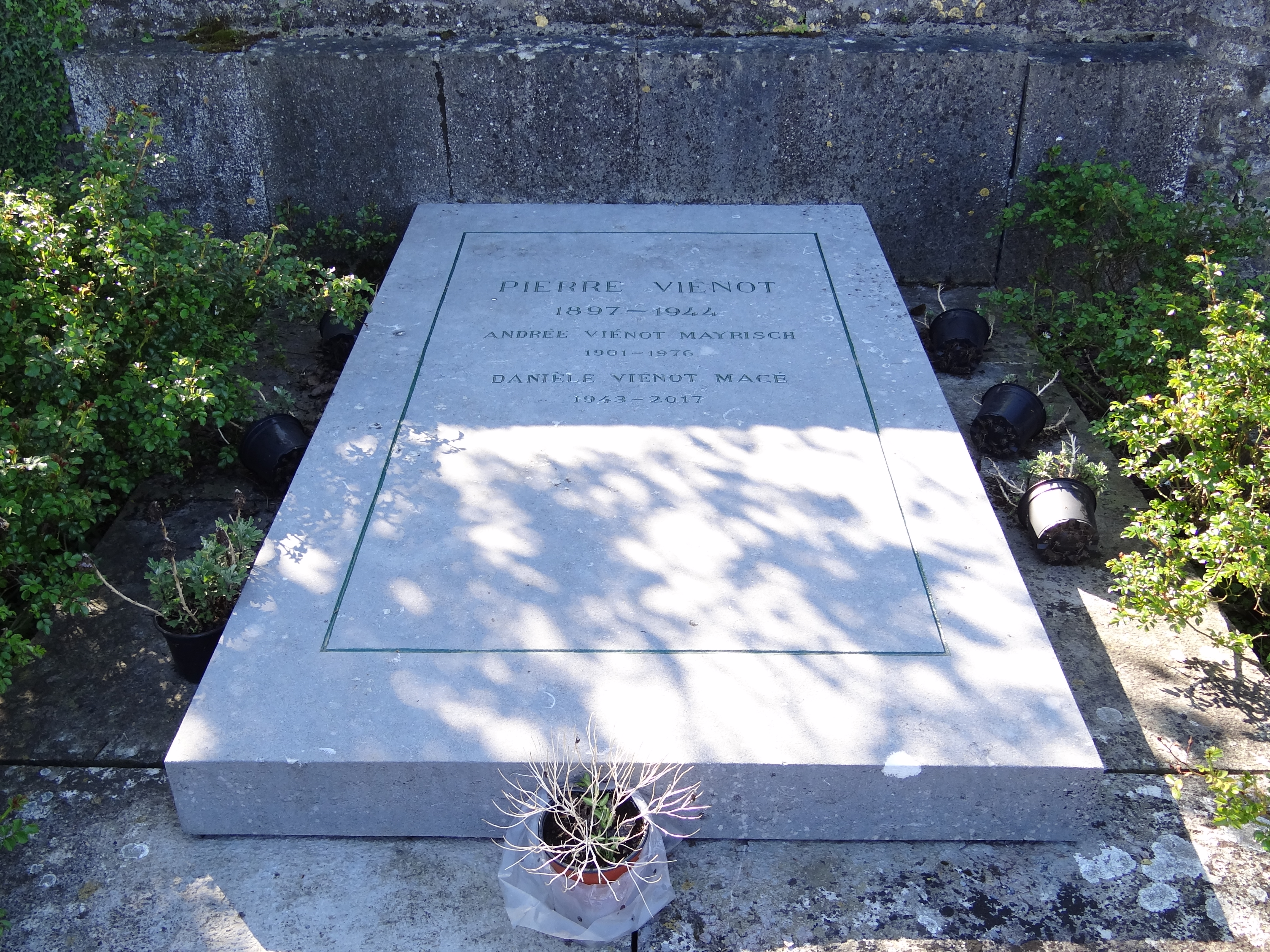
La tombe de Pierre et d'Andrée Viénot au cimetière de Chooz (Ardennes).

Sa femme Andrée Viénot, également résistante, sera sous-secrétaire d'État en 1946, députée et maire de Rocroi. Tous deux reposent au cimetière de Chooz (Ardennes).

## Honneurs

### Décorations
- Chevalier de la Légion d'honneur (pour sa participation à la Première Guerre mondiale)
- Compagnon de la Libération à titre posthume par décret du 23 octobre 1944[10]
- Croix de guerre 1914–1918 (2 citations, une à l'ordre du régiment en 1916 et une à l'ordre du corps d'armée en 1918)
- Insigne des blessés militaires (2 blessures, en 1916 et en 1918)

### Hommage
La ville de Revin a fait ériger un buste dans le quartier La Campagne. Pièce de théâtre sur sa vie jouée et écrite dans la ville de Clermont ( Oise ) par Emmanuel Bellanger le 10 novembre 2022. 

## Œuvres
- Is Germany finished? (Incertitudes allemandes) , Londres : Faber and Faber, 1931.